# Lamprostola unifasciella
Lamprostola unifasciella là một loài bướm đêm thuộc phân họ Arctiinae, họ Erebidae.